# Uśpieni (film 2014)
Uśpieni (ang. The Quiet Ones) – brytyjsko-amerykański horror z 2014 roku w reżyserii Johna Pogue'a. Wyprodukowana przez wytwórnię Lionsgate.
Premiera filmu miała miejsce 10 kwietnia 2014 w Wielkiej Brytanii, a dwa tygodnie później 25 kwietnia w Stanach Zjednoczonych. W Polsce premiera filmu odbyła się 16 maja 2014.

## Opis fabuły
Zagubiona Jane Harper (Olivia Cooke) zdradza objawy opętania. Profesor Joseph Coupland (Jared Harris) postanawia ze swoimi studentami uwolnić z ciała dziewczyny negatywne emocje, a następnie stworzyć z nich poltergeista. Aby przeprowadzić eksperyment, wszyscy gromadzą się w opuszczonym domu na przedmieściach Londynu.

## Produkcja
Zdjęcia do filmu nakręcono w czerwcu 2012 roku i był kręcony Oksfordzie w Anglii w Wielkiej Brytanii.

## Obsada
Źródło: Filmweb
- Jared Harris jako profesor Joseph Coupland
- Sam Claflin jako Brian McNeil
- Erin Richards jako Krissi Dalton
- Rory Fleck-Byrne jako Harry Abrams
- Olivia Cooke jako Jane Harper
- Laurie Calvert jako Phillip
- Aldo Maland jako David Q

i inni.

## Odbiór
Film Uśpieni spotkał się z mieszanymi recenzjami od krytyków. Serwis Rotten Tomatoes przyznał filmowi ocenę 36% on Rotten Tomatoes, natomiast Metacritic otrzymał za film 41 ze 100 punktów.

### Nagrody i nominacje
Źródło: Internet Movie Database
| Rok  | Miejsce               | Nagroda        | Kategoria          | Odbiorcy i nominowani  | Wynik     |
| ---- | --------------------- | -------------- | ------------------ | ---------------------- | --------- |
| 2014 | Golden Trailer Awards | Golden Trailer | Best Horror        | Lionsgate The AV Squad | Nominacja |
| 2014 | Golden Trailer Awards | Golden Trailer | Best Sound Editing | Lionsgate The AV Squad | Nominacja |
| 2014 | Golden Trailer Awards | Golden Trailer | Best Motion Poster | Lionsgate Bond         | Nominacja |